# Радиловы
Радиловы — дворянский род татарского происхождения.

## Происхождение и история рода
По сказаниям старинных родословцев, потомство выехавшего из Золотой Орды к великому князю Василию Васильевичу мурзы Арслана (Льва), по прозвищу Турген, в крещении названного Иваном. Его внук Захар Кузьмич «Радил» убит при взятии Казани (1552), считается  родоначальником этого рода. Григорий Иванович Радилов был осадным головой в Трубчевске (1580—1581).
Род Радиловых внесён в VI часть родословной книги Костромской губернии.

## Описание герба
Щит имеет посередине полосу, составленную из серебряных и зелёного цвета шахмат; в нижнем красном поле согнутая рука в серебряных латах и со шпагой, пронзающей серебряную луну, означенную в верхнем голубом поле рогами вверх, а с правой стороны, над полосой, изображён золотой крест.
На щите дворянский коронованный шлем. Нашлемник: три страусовых пера, на коих видна золотая шестиугольная звезда. Намёт на щите голубой, подложенный серебром (Гербовник, VIII, 73).

## Известные представители
- Радилов Богдан Максимович - стольник патриарха Филарета (1629), московский дворянин (1636-1640).
- Радилов Максим Иванович - сын боярский, голова в Пелыме (1603-1605), воевода в Томске (1620-1621), злоупотреблял своим положением, что вызвало возмущение киргизов и спровоцировало на вооружённое выступление против русских, отозван в Москву (1622) и понёс наказание,  московский дворянин (1627-1629), постригся[2].
- Радилов Ларион Никитин - московский дворянин (1636-1668).
- Радиловы: Савва Аникеевич и Степан Богданович - московские дворяне (1672-1692).
- Радилов Иван Степанович - стряпчий (1682), стольник (1686-1692).
- Радилов Фёдор Степанович - стольник (1692)[3][4].